# Zsanett Egyed
Zsanett Egyed – węgierska zapaśniczka walcząca w stylu wolnym.
Zajęła siódme miejsce w Pucharze Świata w 2014 roku. Uczestniczka zawodów mistrzowskich wśród kadetów, juniorów i młodzieży.